# VAB
VAB (фр. Véhicule de l'Avant Blindé — «броньована машина переднього краю») — французький бронетранспортер. Розроблений компаніями «Рено» та «Савье» (Saviem) на замовлення французької армії.
Серійне виробництво VAB триває з 1976 року, всього було виготовлено понад 5000 машин цього типу в різних варіантах, як на базовому двохосьовому шасі, так і на тривісному.
Близько 4000 з випущених машин надійшли на озброєння французької армії, яка використала їх у Війні в Перській затоці, а також у низці миротворчих місій. Крім цього, VAB активно постачали на експорт, він перебуває на озброєнні близько 15 інших країн. Також кілька сотень машин отримала Україна впродовж 2022—2024 років як військову допомогу для відбиття російського вторгнення.

## Модифікації
- VAB-VTT (4×4) — перший варіант бронетранспортера, спочатку був озброєний відкрито встановленим на турелі 7,62-мм кулеметом з броньовим щитом STBV, згодом були розроблені та прийняті на озброєння напівкруглий щит SCR і тристоронній щит CB52, які забезпечували велику площу захисту стрільця.
- VAB-VCI з баштою TL20S (20-мм гармата з ручними приводами)
- VAB-VCI з баштою «Dragar» (25-мм гармата, екіпаж 8 осіб)
- VAB-VCI з баштою Т25 (25-мм гармата, екіпаж 8 осіб)
- VAB Reco — розвідувальна машина
- VAB SAN (sanitaire) — медико-санітарна машина
- VAB PC (Poste de Commandement) — командно-штабна машина
- VTM 120 (Véhicule Tracteur de Mortier) — самохідний 120-мм міномет
- VAB-HOT (VCAC «Mephisto», скор. від фр. Module Elévateur Panoramique HOT Installé Sur Tourelle Orientable) — протитанковий варіант з пусковою установкою ПТКР HOT (4 ракети) та боєкомплектом у 8 додаткових ракет
- VBC-90 (Véhicule Blindé de Combat) — броньовик для французької жандармерії

Експортні варіанти:
- VAB (4×4) VCI T.20 (Véhicule de Combat de l'Infanterie) — варіант з баштою Т20 з 20-мм знаряддям.
- VAB (6×6) ECH (ECHelon) — БРЕМ, пересувна майстерня та евакуатор. Обладнана невеликим підйомним краном для заміни двигуна в польових умовах.
- VAB (6×6) VPM 81 (Véhicule Porte-Mortier) — самохідний 81-мм міномет
- VMO (Vehicule de Maitien de l'Ordre — «машина для підтримки порядку») — поліцейська модифікація. Маса машини 13 тонн, екіпаж — 2 особи і 10 десантників. Обладнана баштою TOI (Tourelle d'Observation et Intervention) з вікнами, оснащеними склоблоками з куленепробивного скла, додатково захищених бронестулками; 7,62-мм кулеметом (з боєкомплектом в 4000 патронів); відеокамерою; прожектором та гранатометом для відстрілу димових або газових гранат. Передбачена можливість установки бульдозерного ножа для розчищення барикад, «щита для відтискування натовпу»; лебідки; пристрої для видалення фарби з лобового скла; пристрої для розпилення сльозогінного газу; гучномовця. Посилено захист вихлопної труби від умисних ушкоджень, встановлений захист повітрозабірника двигуна від попадання палаючого бензину із саморобних запалювальних бомб[1].

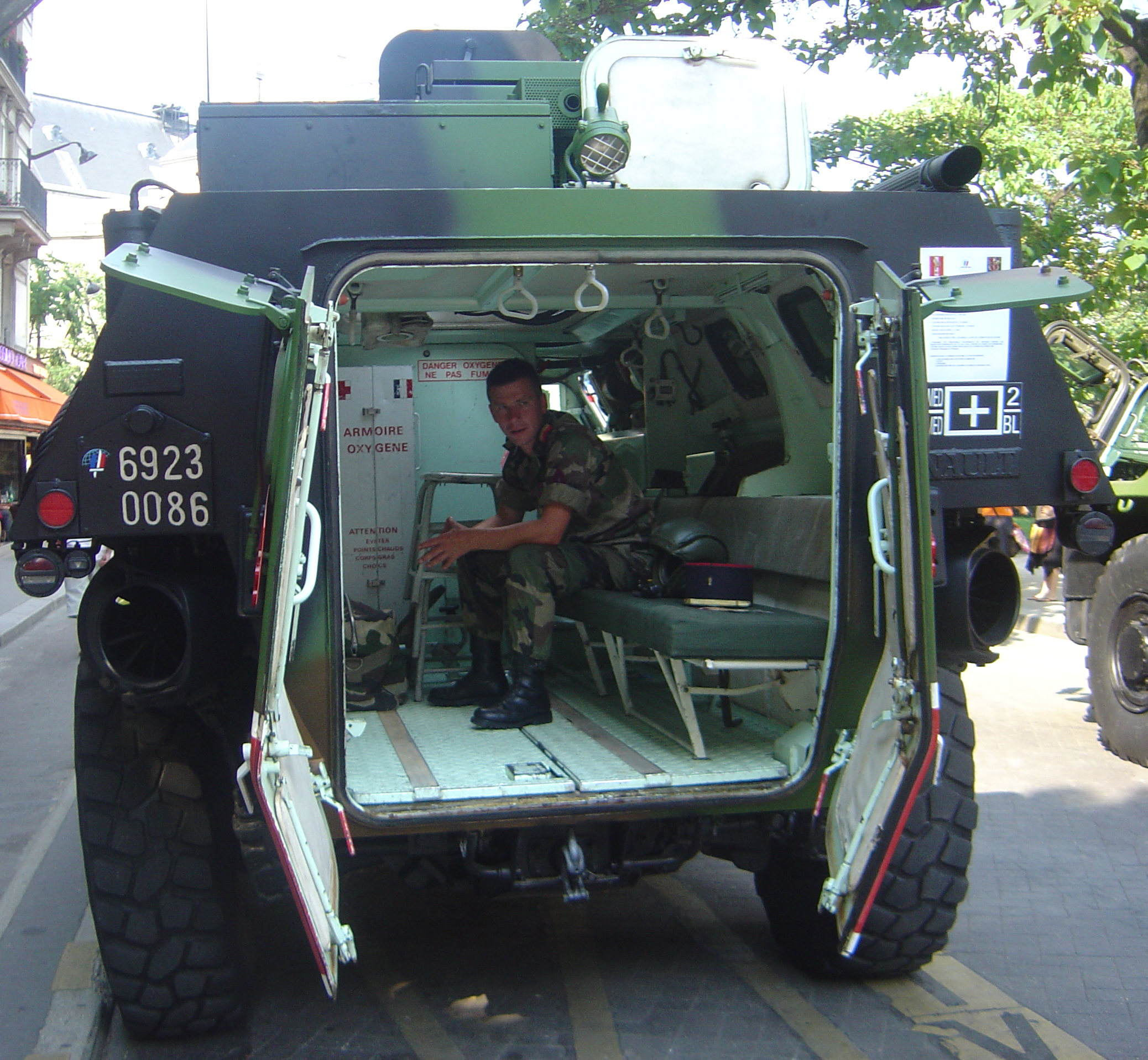
VAB SAN, вид ззаду (двері відчинені)
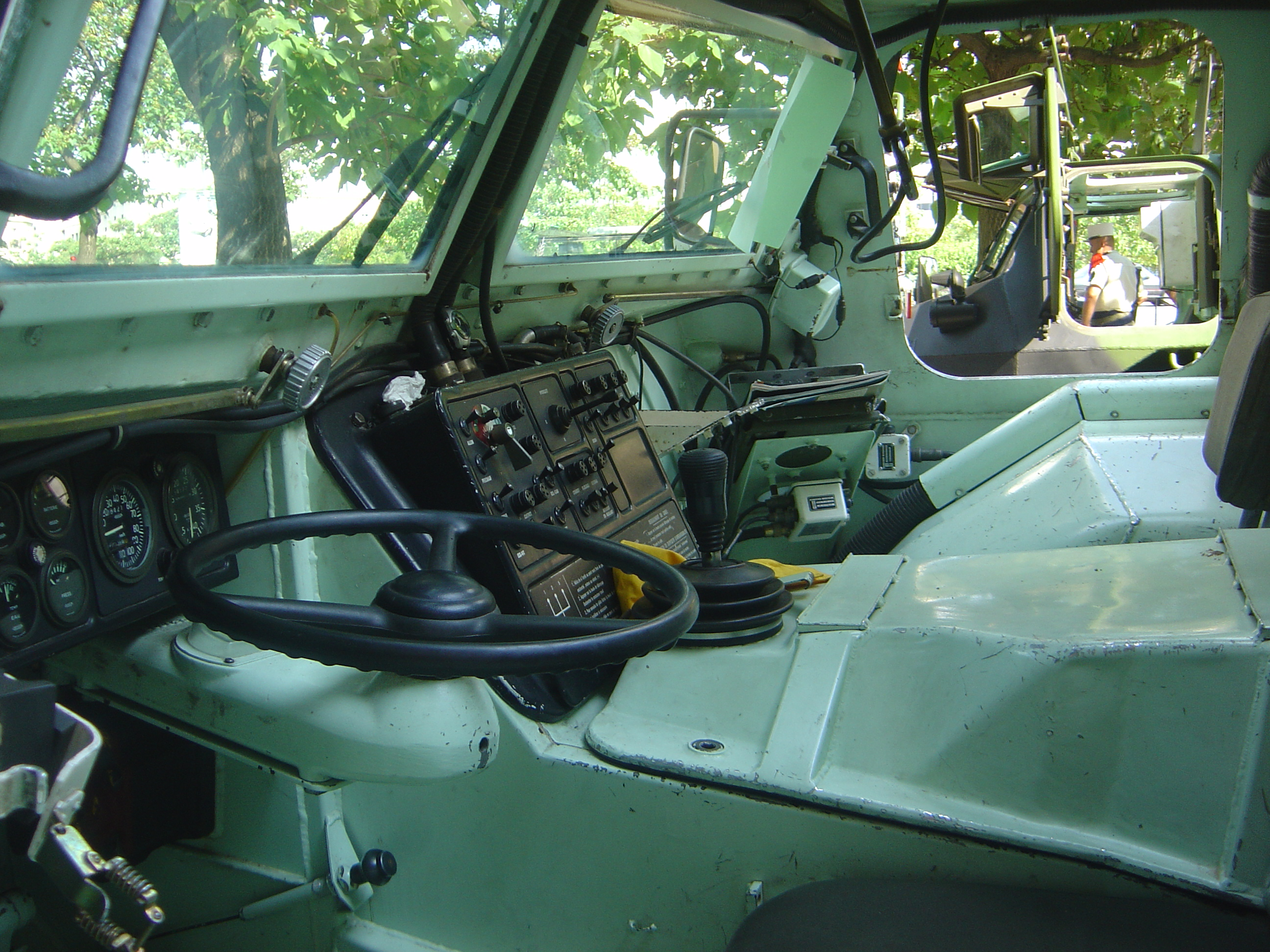
Передній відсік
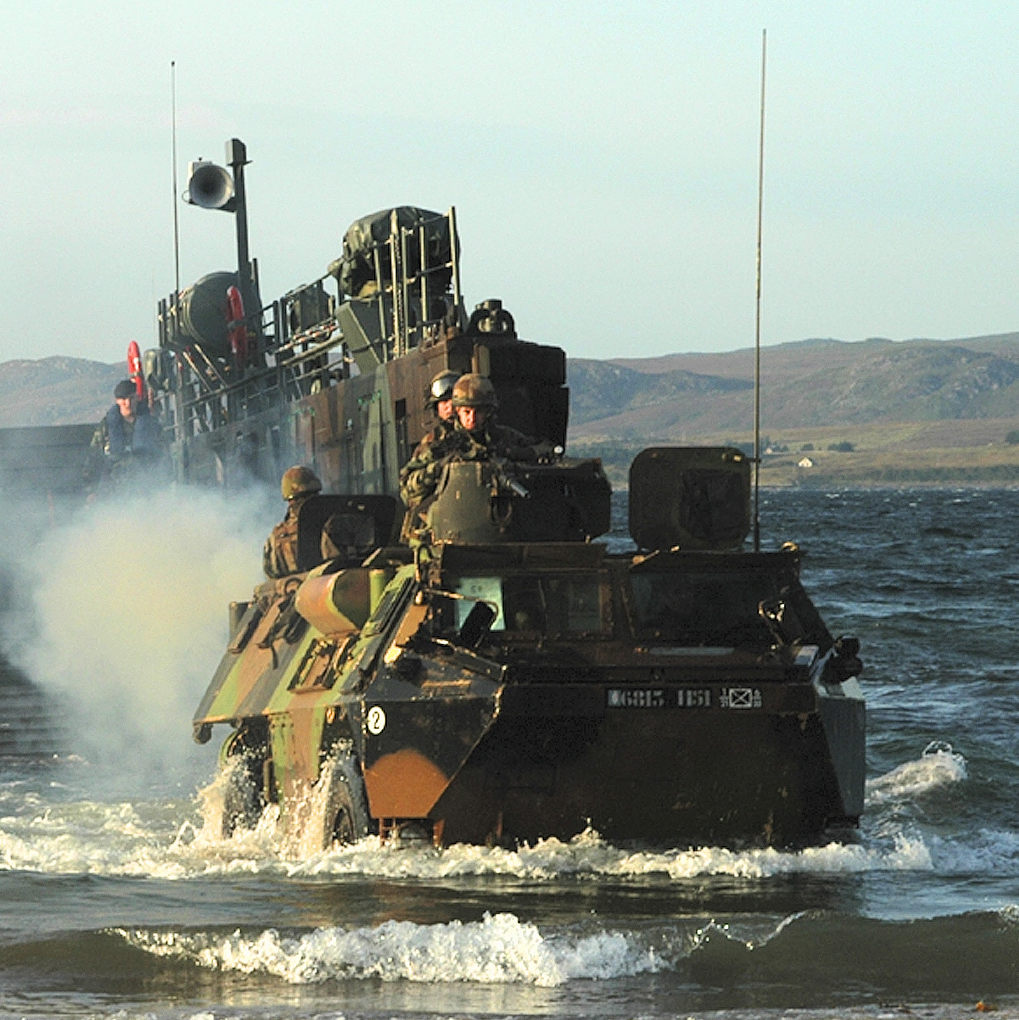
Французький броньовик висаджується в Шотландії під час навчань
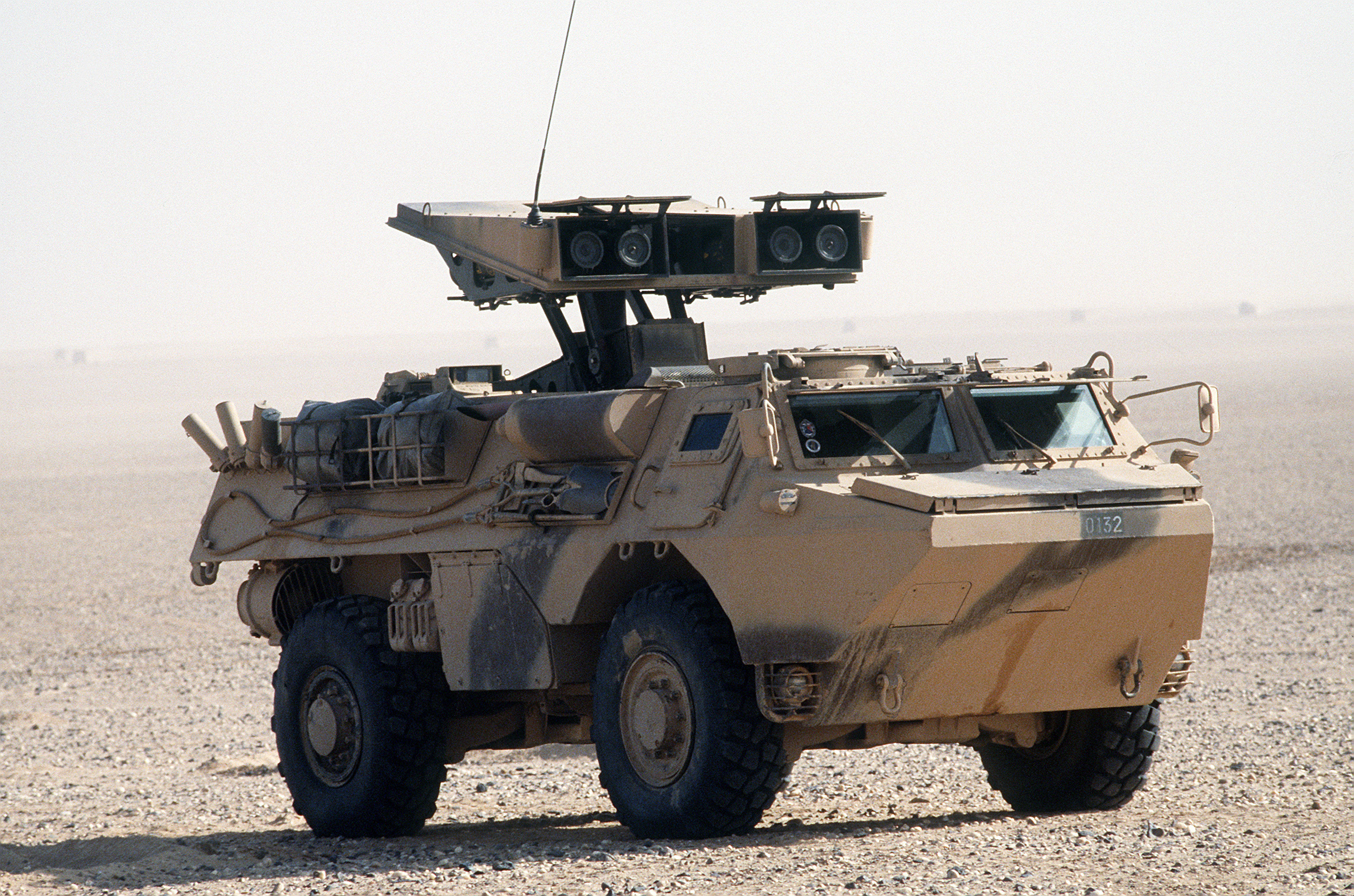
VAB-HOT

## Оператори
- Бруней — 39 VAB, станом на 2007[2]
- Катар — 160 VAB, станом на 2007[3]
- Кіпр — 126 VAB, станом на 2007[4]
- Кот-д'Івуар — 13 VAB на озброєнні армії, ще деяку кількість в жандармерії, станом на 2007[5]
- Ліван — 81 VAB, станом на 2007[6]
- Маврикій — 11 VAB, станом на 2007[7]
- Марокко — 45 VAB VCL і 320 VAB VTT, станом на 2007[8]
- Оман — 14 VAB VCL і 9 VAB VDDA, станом на 2007[9]
- Франція — 3906 VAB, в тому числі 61 VAB BOA, 172 VAB Eryx, 134 VAB з ПТКР «Хот», 134 VAB з ПТКР «Мілан» і 27 VAB NBC, станом на 2007[10]
- Центральноафриканська Республіка — більше 10 VAB, боєздатність яких знаходиться під питанням, станом на 2007[11]
- Індонезія — зняті з озброєння[12][13]
- Кувейт — зняті з озброєння[12][14]
- ОАЕ — зняті з озброєння[12][15]
- Україна —  з лютого 2022 до 1 травня 2024 в Україну поставили 284 VAB. До початку 2025 року планується поставити принаймні ще 412 машин.[16][17]

### Україна
28 червня 2022 року міністр оборони Франції Себастьєн Лекорню повідомив, що країна передасть Україні «значну кількість» бронетранспортерів (машини типу VAB) та допоміжних машин французького виробництва.
Крім того, міністр додав, що Франція розглядає можливість постачання Україні протикорабельних ракет Exocet французького виробництва.
Наприкінці липня 2022 року дані БТР уже перебували на озброєнні та активно застосовувались українськими військовими.